# Gestippeld schepje
Het gestippeld schepje (Philine punctata) is een slakkensoort uit de familie van de Philinidae. De wetenschappelijke naam van de soort werd in 1800 voor het eerst geldig gepubliceerd door J. Adams.

## Beschrijving
De dunne schelp van het gestippeld schepje is witachtig tot transparant van kleur. De schelp is vierkant-ovaal van vorm van bovenaf gezien. De opening is breed en de rand is licht golvend (geschulpt). De bovenkant van de schelp (apex) is afgestompt en licht verzonken in de schelp. De schelp heeft enigszins een navel. Het oppervlak van de schelp is bedekt met een patroon dat bestaat uit niet-verbonden putjes die stippellijnen vormen. De grootte van de schaal varieert tussen 1,1-2,8 mm. Deze soort is qua anatomie vergelijkbaar met Philine angulata, maar verschilt van deze soort doordat het een schelpbeeld heeft dat niet uitsluitend uit stippen bestaat, maar meestal kettingen vormt, een meer hoekige schelp.

## Verspreiding
Het verspreidingsgebied van het gestippeld schepje loopt van Groenland, Faeröer, Shetlandeilanden en de kusten van noordwest Europa (vanaf Noorwegen) tot aan de Middellandse Zee. Deze soort komt voor op zachte bodems, zand, schelpzand, rotsen, slakken en grind tussen 6 en 240 meter diepte.